# Olios timidus
Olios timidus là một loài nhện trong họ Sparassidae.
Loài này thuộc chi Olios. Olios timidus được Octavius Pickard-Cambridge miêu tả năm 1885.